# トマ・ラングマン
トマ・ラングマン（Thomas Langmann, 1971年5月24日 - ）は、フランスの俳優、映画プロデューサー、脚本家である。

## 人物
父は映画監督のクロード・ベリである。
2011年の『アーティスト』をプロデュースしたことにより、ゴールデングローブ賞作品賞（ミュージカル・コメディ部門）、アカデミー作品賞を受賞した。

## フィルモグラフィ
- サンドイッチの年 Les années sandwiches (1988) 出演
- パリ・セヴェイユ Paris s'éveille (1991) 出演
- シャルロット・ゲンズブール/愛されすぎて Amoureuse (1992) 出演
- ル・ブレ Le Boulet (2002) 脚本
- ダブルオー・ゼロ Double zéro (2004) 製作
- ジャック・メスリーヌ フランスで社会の敵No.1と呼ばれた男 Part1 ノワール編 L'Instinct de mort (2008) 製作
- ジャック・メスリーヌ フランスで社会の敵No.1と呼ばれた男 Part2 ルージュ編 L'Ennemi public n° 1 (2008) 製作
- アーティスト The Artist (2011) 製作